# Anaya de Alba
Anaya de Alba és un municipi de la província de Salamanca a la comunitat autònoma de Castella i Lleó. Està format pels municipis de Galindo Béjar (19 hab.), Herrezuelo (31 hab), Narrillos (4 hab.) i Sambellín (3 hab.).

## Demografia
| 1991 | 1996 | 2001 | 2004 |
| ---- | ---- | ---- | ---- |
| 367  | 338  | 286  | 283  |